# یانیکا
یانیکا (به لاتین: Jaanika) یک روستا در استونی است که در دهستان نیسی واقع شده‌است.